# Kárpathos
Pour les articles homonymes, voir Kárpathos (dème), Kárpathos (district régional) et Kárpathos (ville).
Kárpathos (grec moderne : Κάρπαθος) est une île grecque, située entre la Crète et Rhodes, faisant partie de l'archipel du Dodécanèse et bordée à l'ouest et à l'est par la mer Égée et au sud-est par la mer Méditerranée (depuis l'Ákra Tragopidhima jusqu'à la pointe la plus méridionale).

## Géographie
Située en mer Égée, Kárpathos se trouve à 49 kilomètres au sud-ouest de Rhodes et à 413 kilomètres au sud-est d'Athènes. Son littoral sud-est borde la mer Méditerranée. Longue de près de cinquante kilomètres, l'île a entre cinq et onze  kilomètres de large. La pointe septentrionale de l'île se trouve à 46 km à l'ouest-sud-ouest de l'Ákra Karávolas, sur la côte sud-ouest de Rhodes, tandis que 71 km séparent l'Ákra Ágios Theódoros, au sud-ouest de l'île, de l'Ákra Síderos, l'extrémité nord-est de la Crète. Par sa superficie, c'est la deuxième île du Dodécanèse. Elle est montagneuse, comme la plupart des îles de la Méditerranée. Le massif escarpé du Kali-Limni (1 215 mètres) était perçu, selon la mythologie grecque, comme étant le lieu de naissance des Titans. Ce massif divise l'île en deux zones, l'une assez désertique et peu peuplée au nord et l'autre bien irriguée et à plus forte densité de population au sud.
Kárpathos forme un petit archipel avec quatre îles proches, entièrement en mer Égée : Saria séparée au nord par un détroit d'à peine 100 m et rattachée à la communauté d'Olympos et un groupe composé de Kassos, Armathia et Makronisi situées au sud-ouest à environ 7 km.
La ville principale du même nom, Kárpathos (aussi appelée Pigádia) sert également de port principal à l'île. Son nom antique est Potideo ou Posidio. Elle est construite sur le bord d'une plage sablonneuse de quatre kilomètres.
Kárpathos bénéficie d'un climat méditerranéen sec avec des hivers très doux, la moyenne des températures minimales en janvier entre 2000 et 2006 était de 11,2 degrés Celsius contre 9,2 degrés à Héraklion en Crète sur la même période, 9,0 °C à Paphos à Chypre et les jours de gelée y sont inconnus.

## Histoire
Kárpathos a appartenu successivement à l'aire d'influence des civilisations minoenne puis mycénienne ; l'étymologie suggérée est l'indo-européen karpa ou krapa « roche ». Karpathos est citée dans Iliade d'Homère (Catalogue des vaisseaux du deuxième chant, vers 676-680) sous le nom de Krapatho : elle apporte avec Kos, Kalymnos, Nissiros, et Kassos, trente vaisseaux sous le commandement de Phidippe et Antiphos à l'armée des Argiens menée par Agamemnon et Achille.
Elle est aussi citée par Apollonios de Rhodes, dans ses Argonautiques, comme escale entre la Libye et la Crète, par Virgile, Pline l'Ancien et Strabon. Dans la guerre du Péloponnèse, en 431 avant notre ère, Kárpathos a été une alliée de Sparte. Trente ans plus tard, l'île est unie à Rhodes dont elle partage par la suite l'histoire antique, devenant romaine en 42 avant notre ère puis entrant, par la christianisation, dans la civilisation byzantine.

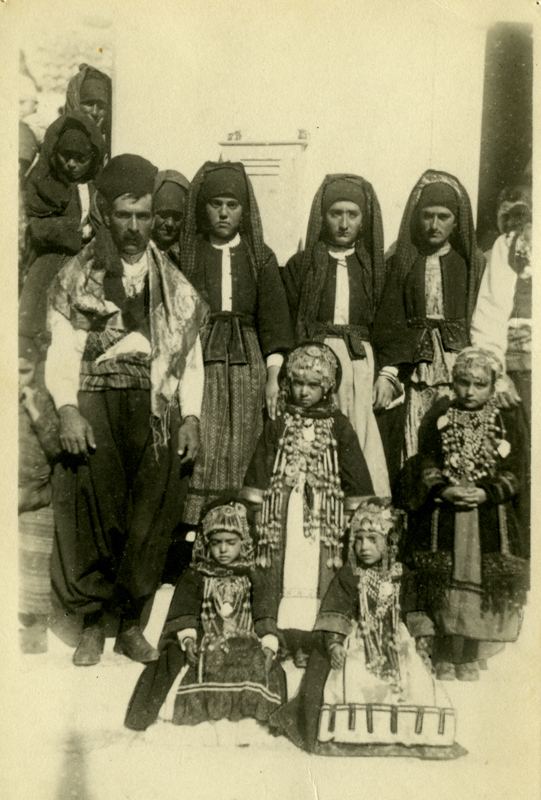
Habitants de Karpathos, début du XXe siècle (Fondation ethnographique du Péloponnèse, Nauplie).

Parmi ses évêques, Olympios prit parti pour Nestorius, mais les autres restent orthodoxes, tels Zotikos (en 518), Mennas (en 553), Ioannis, Léon (en 787) ou Philippos (en 879). L'île subit les invasions sarrasines au VIIIe siècle et se dépeuple partiellement.
In 1306, Kárpathos est conquise par le Vénitien André Cornaro, dont la descendance contrôle l'île jusqu'en 1538, lorsqu'elle en est chassée par les Ottomans. Au XIVe siècle, Kárpathos a un évêque catholique nommé Niccolo et figure toujours comme archevêché de l'Église catholique romaine de nos jours.
L'île se soulève pendant la Guerre d'indépendance grecque mais retombe sous la domination turque ; en 1835 le sultan Mehmet II accorde aux habitants de payer l'impôt collectivement sous forme forfaitaire à la place du haraç (double capitation sur les non-musulmans).
Le 12 avril 1912, la marine italienne occupe Kárpathos, qui devient ensuite possession italienne jusqu'en 1946 avec le Dodécanèse. Elle est occupée durant un an par la Royal Navy britannique, puis rejoint enfin la Grèce en 1947.

## Administration
L'île constitue une municipalité qui comprend aussi les îles de Saria et Chamili. Avant la réforme de 2010, l'île était divisée entre la municipalité de Kárpathos au sud et la communauté d'Olympos au nord, qui comprend aussi l'île de Saria.
L'homme d'affaires Ioannis Themistoklis Nissirios (membre de la vénérable famille Νισύριος) est le maire de l'île depuis le 1er septembre 2019. Il est notamment le père du grand ophtalmologiste New-Yorkais le Dr Nicholas J. Nissirios.

## Économie
Pauvre et sèche, l'île a toujours été un foyer d'émigration et de nombreux Karpathiotes ont de la famille aux États-Unis ; une partie sont revenus passer leur retraite dans l'île et y ont investi dans le tourisme.[réf. nécessaire]
Kárpathos possède un aéroport (code AITA : AOK).

## Culture
À Pigadia se trouvent des vestiges de la basilique chrétienne d'Agia Fotini. Il existe environ 280 chapelles[réf. nécessaire] à Karpathos, dédicacées à différents saints.